# Tommy Spychiger
Thomas Spychiger, detto Tommy (Langenthal, 29 settembre 1934 – Monza, 25 aprile 1965), è stato un pilota automobilistico svizzero.

## Carriera
Tommy Spychiger, la cui famiglia gestiva un ristorante a Lugano, iniziò la sua carriera nel motorsport nel 1950 con una Osca 1100S. Nel 1959 e nel 1960 gareggiò per due stagioni nella Formula Junior con una Cooper T52 per poi tornare alle corse su auto derivate di serie.
Diventò pilota ufficiale Abarth e gareggiò per la scuderia italiana gare in salite e su circuito. Nel 1960 debuttò alla 24 Ore di Le Mans, dove gareggiò anche nel 1962. Entrambe le volte si ritirò prematuramente a causa di problemi tecnici. Nel 1960 ebbe un grave incidente in cui si ruppe un gomito.
Prese parte anche alla 1000 km di Parigi, la 1000 km del Nürburgring, la 1000 km di Spa-Francorchamps e alla Targa Florio del 1962 con una Porsche 718 RSK.
Nel 1965 entrò nella Scuderia Filipinetti per partecipare al campionato mondiale di auto sportive. Alla 1000 km di Monza del 1965, dopo la prima sosta per il rifornimento, sostituì il connazionale Herbert Müller su Ferrari 365P2. Nel suo primo giro andò dritto sulla curva parabolica, l'auto si ribaltò su un terrapieno e prese fuoco nella foresta dietro la pista. Durante l'impatto Spychiger morì sul colpo.